# 볼레슬라프 1세

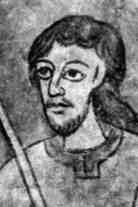
볼레슬라프 1세

볼레슬라프 1세(체코어: Boleslav I., 915년경 ~ 967년 또는 972년)는 보헤미아의 공작(재위: 935년 ~ 967년 또는 972년)이다. 별칭은 잔인공(체코어: Ukrutný 우크루트니[*]).

## 생애
브라티슬라프 1세 공작의 아들이자 바츨라프 1세 공작의 동생이다. 935년 9월 28일에 자신의 형이었던 바츨라프 1세를 살해하고 보헤미아의 공작으로 즉위했다.
볼레슬라프 1세는 보헤미아의 공작으로 즉위한 뒤부터 동프랑크 왕국의 국왕에게 매년 바치던 조공을 중단했다. 보헤미아는 바츨라프 1세 공작 시대에 하인리히 1세와 체결한 평화 조약에 따라 조공을 바치고 있었지만 볼레슬라프가 보헤미아의 공작에 오른 뒤부터는 조공을 거부했다.
보헤미아는 936년부터 950년까지 오토 1세와 14년 동안에 걸친 긴 전쟁을 치렀다. 936년 볼레슬라프 1세는 보헤미아 북서부를 차지하고 있던 작센 동맹군을 공격했다. 뒤를 이어 볼레슬라프 1세는 튀링겐, 메르제부르크에서 조직된 오토 1세의 지원군을 연달아 물리쳤다. 950년 볼레슬라프 1세와 오토 1세가 평화 조약을 체결하면서 조공이 재개되었다.
953년에는 오토 1세가 엘베강 저지에 위치한 메클렌부르크에서 일어난 슬라브족의 봉기를 진압하는 데에 도움을 주었다. 955년 8월 10일에 일어난 레히펠트(Lechfeld) 전투에서는 보헤미아와 동프랑크가 동맹을 결성해서 헝가리 군대를 몰리쳤다.
965년에는 볼레슬라프 1세의 딸인 도우브라프카(Doubravka)가 폴란드의 공작인 미에슈코 1세와 결혼하면서 폴란드에 기독교를 전파하는 계기를 마련했다. 그의 공작위는 볼레슬라프 2세가 승계받았다.
| 전임 바츨라프 1세 | 보헤미아의 공작 935년 ~ 967년 / 972년 | 후임 볼레슬라프 2세 |